# El sueño de Morfeo (álbum)
El sueño de Morfeo es el primer álbum de estudio del grupo español El sueño de Morfeo. Este trabajo, que se publica el 7 de marzo de 2005 en España, entra en el puesto número 4 de los cien discos más vendidos en España. La publicación de este álbum se produce después de que el grupo hiciese una aparición en la serie televisiva Los Serrano junto a Fran Perea, interpretando la canción «1 + 1 son 7», en versión celta.  En 7 de noviembre de 2005 sale a la venta una edición especial de El sueño de Morfeo que incluye un DVD donde se recoge un documental sobre la banda, diversos videoclips, una actuación en directo ofrecida en Oviedo y una galería de fotos. El 3 de julio de 2006 se lanza la reedición del disco. En esta ocasión no se incluye ni el DVD de la edición especial, ni la canción «Un día de aquellos», aparecida en las anteriores versiones. Sí son incluidas la versión en castellano del clásico de Gloria Gaynor, «I will survive», utilizada en el anuncio de Cruzcampo, y la canción «Sonrisa especial», empleada en varias promociones del canal de televisión La Sexta.

## Lista de canciones
| Edición estándar |                                    |          |  |
| N.º              | Título                             | Duración |  |
| 1.               | «Somos aire»                       | 3:43     |  |
| 2.               | «Ojos de cielo»                    | 4:15     |  |
| 3.               | «Okupa de tu corazón»              | 3:42     |  |
| 4.               | «Rendida a tus pies»               | 3:07     |  |
| 5.               | «Hoy me iré»                       | 3:15     |  |
| 6.               | «Esta soy yo»                      | 4:22     |  |
| 7.               | «Nunca volverá»                    | 3:12     |  |
| 8.               | «Cosas que dirán»                  | 3:31     |  |
| 9.               | «Puede»                            | 3:14     |  |
| 10.              | «A paso de tortuga»                | 4:05     |  |
| 11.              | «Amor de sal»                      | 3:09     |  |
| 12.              | «Un día de aquellos (Bonustrack) » | 3:14     |  |

| DVD (Edición Especial) |                                                 |          |  |
| N.º                    | Título                                          | Duración |  |
| 13.                    | «Un sueño hecho realidad (Historia del grupo)»  |          |  |
| 14.                    | «Nunca volverá (Videoclip) »                    |          |  |
| 15.                    | «Ojos de cielo (Videoclip) »                    |          |  |
| 16.                    | «Okupa de tu corazón (Videoclip) »              |          |  |
| 17.                    | «Uno a uno»                                     |          |  |
| 18.                    | «Un tributo a Duncan Dhu: "Una calle de París"» |          |  |
| 19.                    | «Galería de fotos»                              |          |  |

| Reedición |                                               |          |  |
| N.º       | Título                                        | Duración |  |
| 12.       | «Sonrisa especial (Sintonía laSexta TV) »     | 3:33     |  |
| 13.       | «Tómate la vida (Anuncio Cerveza Cruzcampo) » | 3:58     |  |

## Posiciones y certificaciones

### Anuales
| País   | Ranking       | Año  | Posición |
| ------ | ------------- | ---- | -------- |
| Europa |               |      |          |
| España | Top 50 Albums | 2005 | 33       |

### Semanales
| País   | Ranking         | Primera semana | Posición de ingreso | Mejor posición | Semanas en la mejor posición | Semanas en el ranking | Última semana |
| ------ | --------------- | -------------- | ------------------- | -------------- | ---------------------------- | --------------------- | ------------- |
| Europa |                 |                |                     |                |                              |                       |               |
| España | Top 100 álbumes | 07/03/05       | 4                   | 4              | 1                            | 41                    | -             |

### Copias y certificaciones
| País   | Proveedor  | Año  | Certificación | Copias certificadas (según IFPI) | Listas Anuales (según IFPI) |
| Europa |            |      |               |                                  |                             |
| España | Promusicae | 2005 | Platino       | +100.000                         | 33                          |